# Muara Tiga Ilir
Muara Tiga Ilir is een bestuurslaag in het regentschap Bengkulu Selatan van de provincie Bengkulu, Indonesië. Muara Tiga Ilir telt 280 inwoners (volkstelling 2010).